# تورنون-سنت-مارتین
تورنون-سنت-مارتین (به فرانسوی: Tournon-Saint-Martin) یک کمون در فرانسه است که در اندر واقع شده‌است. تورنون-سنت-مارتین ۲۵٫۸۲ کیلومتر مربع مساحت و ۱٬۲۱۵ نفر جمعیت دارد و ۸۰ متر بالاتر از سطح دریا واقع شده‌است.